# San Marino Academy 2020-2021
Questa voce raccoglie le informazioni riguardanti il San Marino Academy nelle competizioni ufficiali della stagione  2020-2021.

## Divise e sponsor
Il completo da gioco principale del San Marino Academy è completamente di colore azzurro scuro, compresi pantaloncini e calzettoni, con numeri, nomi e delle brevi porzioni di bianco sulle spalle e sull'orlo inferiore della maglia. La seconda maglia è invece completamente rossa, sempre con delle piccole zone bianche negli stessi punti. Il portiere indossa la divisa rossa quando la squadra non è in completo da trasferta oppure una completamente nera con lo stesso pattern. Main sponsor è Marlù gioielli e fornitore delle divise è Macron.
| Casa | Trasferta |

## Organigramma societario

### Staff tecnico
- Alain Conte - Allenatore
- Alessandro Milzoni - Allenatore in seconda
- Lorenzo Vagnini - Allenatore in seconda
- Deno Bonopera - Preparatore dei portieri
- Giancarlo Pecorari - Preparatore atletico
- Veronica Ticchi - Fisioterapista
- Elena Zamagni - Medico
- Elisa Paganelli - Team manager
- Ivan Zannoni - Dirigente
- Monica Fascinetti - Kit manager
- Luca Pelliccioni - Addetto stampa
- Alberto Menghi - Addetto stampa

## Rosa
Rosa aggiornata al 17 gennaio 2021.
| N. |                        | Ruolo | Calciatrice          |
| -- | ---------------------- | ----- | -------------------- |
| 1  | Italia (bandiera)      | P     | Margherita Salvi     |
| 3  | Italia (bandiera)      | D     | Giulia Montalti      |
| 4  | Italia (bandiera)      | D     | Melissa Nozzi        |
| 5  | Italia (bandiera)      | D     | Aurora De Sanctis    |
| 6  | Italia (bandiera)      | D     | Nicole Micciarelli   |
| 7  | Italia (bandiera)      | A     | Giulia Baldini       |
| 8  | Italia (bandiera)      | C     | Ilenia Rossi         |
| 9  | San Marino (bandiera)  | A     | Yésica Soledad Menín |
| 10 | Italia (bandiera)      | A     | Fabiana Vecchione    |
| 11 | Italia (bandiera)      | A     | Alison Rigaglia      |
| 12 | Italia (bandiera)      | P     | Gloria Ciccioli      |
| 14 | Italia (bandiera)      | C     | Viola Brambilla      |
| 15 | Italia (bandiera)      | D     | Alessia Venturini    |
| 16 | Inghilterra (bandiera) | C     | Karin Muya           |
| 17 | Italia (bandiera)      | A     | Camilla Labate       |

| N. |                        | Ruolo | Calciatrice         |
| -- | ---------------------- | ----- | ------------------- |
| 18 | Inghilterra (bandiera) | C     | Vyan Sampson        |
| 18 | Slovenia (bandiera)    | A     | Nika Babnik         |
| 19 | Italia (bandiera)      | A     | Greta Di Luzio      |
| 20 | Italia (bandiera)      | D     | Martina Piazza      |
| 21 | Italia (bandiera)      | C     | Azzurra Corazzi     |
| 22 | Italia (bandiera)      | C     | Maria Musolino      |
| 23 | Italia (bandiera)      | C     | Nausica Costantini  |
| 24 | Italia (bandiera)      | P     | Francesca Montanari |
| 26 | Inghilterra (bandiera) | C     | Millie Chandarana   |
| 27 | Giappone (bandiera)    | C     | Shino Kunisawa      |
| 28 | San Marino (bandiera)  | C     | Eleonora Cecchini   |
| 44 | Italia (bandiera)      | C     | Sofia Pirini        |
| 45 | Italia (bandiera)      | A     | Raffaella Barbieri  |
| 92 | Italia (bandiera)      | A     | Serena Landa        |

## Calciomercato

### Sessione estiva(dal 1º luglio al 2 settembre)
| Acquisti | Acquisti          | Acquisti            | Acquisti    |
| R.       | Nome              | da                  | Modalità    |
| -------- | ----------------- | ------------------- | ----------- |
| P        | Margherita Salvi  | Fortitudo Mozzecane | [ 7 ]       |
| D        | Melissa Nozzi     | Bologna             | [ 8 ]       |
| C        | Millie Chandarana | Tavagnacco          | [ 9 ]       |
| C        | Azzurra Corazzi   | Fiorentina          | in prestito |
| C        | Shino Kunisawa    | Tavagnacco          | svincolata  |
| C        | Camilla Labate    | Sassuolo            | [ 12 ]      |
| C        | Karin Muya        | Orobica             | [ 13 ]      |
| C        | Vyan Sampson      |                     |             |
| A        | Fabiana Vecchione | Pomigliano          | [ 14 ]      |

| Cessioni | Cessioni         | Cessioni | Cessioni   |
| R.       | Nome             | a        | Modalità   |
| -------- | ---------------- | -------- | ---------- |
| C        | Azzurra Principi |          | svincolata |

### Sessione invernale
| Acquisti | Acquisti       | Acquisti         | Acquisti    |
| R.       | Nome           | da               | Modalità    |
| -------- | -------------- | ---------------- | ----------- |
| C        | Maria Musolino | Juventus         | in prestito |
| A        | Nika Babnik    | Wacker Innsbruck | [ 16 ]      |
| A        | Serena Landa   | Roma             | in prestito |

| Cessioni | Cessioni       | Cessioni      | Cessioni   |
| R.       | Nome           | a             | Modalità   |
| -------- | -------------- | ------------- | ---------- |
| C        | Vyan Sampson   |               | svincolata |
| A        | Greta Di Luzio | Riozzese Como | [ 17 ]     |
| A        | Camilla Labate | Lazio         | definitivo |

## Risultati

### Serie A

#### Girone di andata
| Arbitro: | Giaccaglia (Jesi) |

| |           |  |
| Polli 9’, 33’, 36’ Prugna 13’ (rig.) Cinotti 40’ Glionna 49’ (rig.), 64’ Dompig 63’ Leonessi 80’, 83’ | Marcatori |  |

| Arbitro: | Arace (Lugo) |

|  |           |                                            |
|  | Marcatori | 12’ Agard 30’, 45’ Grimshaw 51’, 81’ Dowie |

| Arbitro: | Caldera (Como) |

|                        |           |  |
| Girelli 71’ Caruso 82’ | Marcatori |  |

| Arbitro: | Kumara (Verona) |

|           |           |  |
| Menín 56’ | Marcatori |  |

| Arbitro: | Tremolada (Monza) |

|            |           |  |
| Pirone 82’ | Marcatori |  |

| Arbitro: | Repace (Perugia) |

|                          |           |                               |
| Barbieri 42’ (rig.), 45’ | Marcatori | 10’, 44’ Lázaro 88’ Serturini |

| Verona 8 novembre 2020, ore 14:30 CET 7ª giornata | Verona             | 0 – 0 referto | San Marino | Stadio Aldo Olivieri\| Arbitro: \| Calzavara (Varese) \| |
| Arbitro:                                          | Calzavara (Varese) |               |            |                                                          |

| Acquaviva 15 novembre 2020, ore 12:30 CET 8ª giornata | San Marino          | 0 – 0 referto | Napoli | Campo sportivo Acquaviva\| Arbitro: \| Angelucci (Foligno) \| |
| Arbitro:                                              | Angelucci (Foligno) |               |        |                                                               |

| Arbitro: | Bordin (Bassano del Grappa) |

|                           |           |  |
| Catelli 45+1’ Tarenzi 57’ | Marcatori |  |

| Arbitro: | Moriconi (Roma 2) |

|                                                  |           |                  |
| Baldini 44’ Barbieri 64’, 73’ (rig.), 82’ (rig.) | Marcatori | 4’, 50’ Helmvall |

| Arbitro: | Scarpa (Collegno) |

|                                     |           |                     |
| Middag 68’ Baldi 86’ Sabatino 90+4’ | Marcatori | 74’ (rig.) Barbieri |

#### Girone di ritorno
| Arbitro: | Caldera (Como) |

|              |           |                                                |
| Barbieri 35’ | Marcatori | 18’ Polli 25’ Cinotti 41’ Dompig 45+3’ Glionna |

| Arbitro: | Ancora (Roma 1) |

|                                             |           |                    |
| Spinelli 55’ Dowie 61’, 78’ Tamborini 90+3’ | Marcatori | 50’ (rig.) Corazzi |

| Arbitro: | Di Cairano (Ariano Irpino) |

|           |           |                                            |
| Landa 78’ | Marcatori | 13’ (aut.) Montalti 66’ Hurtig 89’ Girelli |

| San Gimignano 6 marzo 2021, ore 14:30 CET 15ª giornata | Florentia S.G.     | 0 – 0 referto | San Marino | Stadio Santa Lucia\| Arbitro: \| Monaldi (Macerata) \| |
| Arbitro:                                               | Monaldi (Macerata) |               |            |                                                        |

| Arbitro: | Sfira (Pordenone) |

|  |           |                          |
|  | Marcatori | 40’ Cambiaghi 81’ Bugeja |

| Arbitro: | Cudini (Fermo) |

|                                |           |  |
| Serturini 21’ Bonfantini 90+4’ | Marcatori |  |

| Arbitro: | Ferrieri Caputi (Livorno) |

|  |           |                       |
|  | Marcatori | 30’ Nichele 65’ Sardu |

| Arbitro: | Emmanuele (Pisa) |

|                                                      |           |  |
| Huchet 3’, 74’ (rig.) Nocchi 70’, 83’ Popadinova 90’ | Marcatori |  |

| Arbitro: | Lovison (Padova) |

|                        |           |                                        |
| Menín 12’ Barbieri 84’ | Marcatori | 1’, 30’, 74’, 76’ Tarenzi 2’ Simonetti |

| Arbitro: | Arena (Torre del Greco) |

|                 |           |                           |
| Capitanelli 51’ | Marcatori | 42’ Baldini 61’ Brambilla |

| Arbitro: | Calzavara (Varese) |

|               |           |                     |
| Brambilla 52’ | Marcatori | 49’ Quinn 51’ Baldi |

### Coppa Italia
| Arbitro: | Tona Mbei (Cuneo) |

|                              |           |                                                           |
| Rognoni 2’, 12’ Ferrario 43’ | Marcatori | 50’ Nozzi 55’ (aut.) Rizzon 62’ Chandarana 90+4’ Barbieri |

| Arbitro: | Sacchi (Macerata) |

|                    |           |                                                       |
| Corazzi 90’ (rig.) | Marcatori | 6’, 15’ Sabatino 18’ Piemonte 32’ Bonetti 90+4’ Baldi |

## Statistiche

### Statistiche di squadra
| Competizione | Punti | In casa | In casa | In casa | In casa | In casa | In casa | In trasferta | In trasferta | In trasferta | In trasferta | In trasferta | In trasferta | Totale | Totale | Totale | Totale | Totale | Totale | DR  |
| Competizione | Punti | G       | V       | N       | P       | Gf      | Gs      | G            | V            | N            | P            | Gf           | Gs           | G      | V      | N      | P      | Gf     | Gs     | DR  |
| ------------ | ----- | ------- | ------- | ------- | ------- | ------- | ------- | ------------ | ------------ | ------------ | ------------ | ------------ | ------------ | ------ | ------ | ------ | ------ | ------ | ------ | --- |
| Serie A      | 12    | 11      | 2       | 1       | 8       | 12      | 28      | 11           | 1            | 2            | 8            | 4            | 30           | 22     | 3      | 3      | 16     | 16     | 58     | -42 |
| Coppa Italia | -     | 1       | 0       | 0       | 1       | 1       | 5       | 1            | 1            | 0            | 0            | 4            | 3            | 2      | 1      | 0      | 1      | 5      | 8      | -3  |
| Totale       | -     | 12      | 2       | 1       | 9       | 13      | 33      | 12           | 2            | 2            | 8            | 8            | 33           | 24     | 4      | 3      | 17     | 21     | 66     | -45 |

### Andamento in campionato
| Giornata  | 1 | 2 | 3  | 4 | 5 | 6  | 7  | 8  | 9  | 10 | 11 | 12 | 13 | 14 | 15 | 16 | 17 | 18 | 19 | 20 | 21 | 22 |
| --------- | - | - | -- | - | - | -- | -- | -- | -- | -- | -- | -- | -- | -- | -- | -- | -- | -- | -- | -- | -- | -- |
| Luogo     | T | C | T  | C | T | C  | T  | C  | T  | C  | T  | C  | T  | C  | T  | C  | T  | C  | T  | C  | T  | C  |
| Risultato | P | P | P  | V | P | P  | N  | N  | P  | V  | P  | P  | P  | P  | N  | P  | P  | P  | P  | P  | V  | P  |
| Posizione | 8 | 9 | 10 | 8 | 9 | 10 | 10 | 10 | 10 | 10 | 10 | 10 | 10 | 10 | 10 | 10 | 10 | 10 | 11 | 11 | 11 | 11 |

Legenda:

Luogo: C = Casa; T = Trasferta. Risultato: V = Vittoria; N = Pareggio; P = Sconfitta.

### Statistiche delle giocatrici
| Giocatore      | Serie A  | Serie A | Serie A     | Serie A    | Coppa Italia | Coppa Italia | Coppa Italia | Coppa Italia | Totale   | Totale | Totale      | Totale     |
| Giocatore      | Presenze | Reti    | Ammonizioni | Espulsioni | Presenze     | Reti         | Ammonizioni  | Espulsioni   | Presenze | Reti   | Ammonizioni | Espulsioni |
| -------------- | -------- | ------- | ----------- | ---------- | ------------ | ------------ | ------------ | ------------ | -------- | ------ | ----------- | ---------- |
| N. Babnik      | 6        | 0       | 0           | 0          | -            | -            | -            | -            | 6        | 0      | 0           | 0          |
| G. Baldini     | 18       | 2       | 0           | 0          | 1            | 0            | 1            | 0            | 19       | 2      | 1           | 0          |
| R. Barbieri    | 21       | 8       | 0           | 0          | 1            | 1            | 0            | 0            | 22       | 9      | 0           | 0          |
| V. Brambilla   | 18       | 2       | 0           | 0          | 1            | 0            | 0            | 0            | 19       | 2      | 0           | 0          |
| E. Cecchini    | 1        | 0       | 0           | 0          | 1            | 0            | 0            | 0            | 2        | 0      | 0           | 0          |
| M. Chandarana  | 22       | 0       | 0           | 0          | 2            | 1            | 0            | 0            | 24       | 1      | 0           | 0          |
| G. Ciccioli    | 19       | -50     | 0           | 0          | 0            | 0            | 0            | 0            | 19       | -50    | 0           | 0          |
| A. Corazzi     | 17       | 1       | 1           | 0          | 1            | 1            | 0            | 0            | 18       | 2      | 1           | 0          |
| N. Costantini  | 3        | 0       | 0           | 0          | 1            | 0            | 0            | 0            | 4        | 0      | 0           | 0          |
| A. De Sanctis  | 14       | 0       | 3           | 0          | 1            | 0            | 0            | 0            | 15       | 0      | 3           | 0          |
| G. Di Luzio    | 10       | 0       | 0           | 0          | 2            | 0            | 0            | 0            | 12       | 0      | 0           | 0          |
| S. Kunisawa    | 17       | 0       | 1           | 0          | 1            | 0            | 0            | 0            | 18       | 0      | 1           | 0          |
| C. Labate      | 6        | 0       | 0           | 0          | 2            | 0            | 0            | 0            | 8        | 0      | 0           | 0          |
| S. Landa       | 6        | 1       | 0           | 0          | -            | -            | -            | -            | 6        | 1      | 0           | 0          |
| Y.S. Menin     | 22       | 2       | 2           | 0          | 2            | 0            | 0            | 0            | 24       | 2      | 2           | 0          |
| N. Micciarelli | 11       | 0       | 0           | 0          | 1            | 0            | 0            | 0            | 12       | 0      | 0           | 0          |
| G. Montalti    | 14       | 0       | 0           | 0          | 1            | 0            | 0            | 0            | 15       | 0      | 0           | 0          |
| F. Montanari   | -        | -       | -           | -          | -            | -            | -            | -            | -        | -      | -           | -          |
| M. Musolino    | 7        | 0       | 0           | 0          | -            | -            | -            | -            | 7        | 0      | 0           | 0          |
| K. Muya        | 18       | 0       | 2           | 0          | -            | -            | -            | -            | 18       | 0      | 2           | 0          |
| M. Nozzi       | 12       | 0       | 2           | 0          | 2            | 1            | 1            | 0            | 14       | 1      | 3           | 0          |
| M. Piazza      | 12       | 0       | 1           | 0          | 1            | 0            | 0            | 0            | 13       | 0      | 1           | 0          |
| S. Pirini      | 1        | 0       | 0           | 0          | -            | -            | -            | -            | 1        | 0      | 0           | 0          |
| A. Rigaglia    | 18       | 0       | 0           | 0          | 2            | 0            | 0            | 0            | 20       | 0      | 0           | 0          |
| I. Rossi       | 1        | 0       | 0           | 0          | 0            | 0            | 0            | 0            | 1        | 0      | 0           | 0          |
| M. Salvi       | 3        | -8      | 0           | 0          | 2            | -8           | 0            | 0            | 5        | -16    | 0           | 0          |
| V. Sampson     | 0        | 0       | 0           | 0          | 1            | 0            | 0            | 0            | 1        | 0      | 0           | 0          |
| F. Vecchione   | 14       | 0       | 0           | 0          | 2            | 0            | 0            | 0            | 16       | 0      | 0           | 0          |
| A. Venturini   | 17       | 0       | 1           | 0          | 2            | 0            | 0            | 0            | 19       | 0      | 1           | 0          |